# Il ritmo della vita
Il ritmo della vita è un film per la televisione di Canale 5 andato in onda il 10 marzo 2010.
È diretto da Rossella Izzo ed interpretato, fra gli altri, da Corinne Cléry, Anna Safroncik, Andrea Montovoli, Samuel Peron, Alice Bellagamba e Katia Ricciarelli.

## Trama
La protagonista della storia è un'insegnante di danza, sola con una figlia da crescere. Vicino alla palestra in cui insegna viene costruito un centro benessere di alto livello, che mette in crisi le sue certezze.